# شهرستان آگینسکی
شهرستان آگینسکی (به لاتین: Aginsky District) یک شهرستان در روسیه است که در سرزمین زابایکالسکی واقع شده‌است.